# Melodije morja in sonca 2009
31. festival Melodij morja in sonca je potekal 27. junija 2009 v Avditoriju Portorož. Po enoletnem premoru (leta 2008 festival namreč ni bil organiziran) je organizacijo zopet prevzela RTV Slovenija. Prireditev sta vodila Lorella Flego in Peter Poles.
Na festivalu se je predstavilo 14 pesmi, ki jih je izmed 110 prispelih prijav za sodelovanje na festivalu izbrala izborna komisija v sestavi Andrej Karoli, Andrea Flego in Adi Smolar.
V spremljevalnem programu so s preteklimi uspešnicami festivala (Nasmeh poletnih dni, Trava, Baila, baila, baila, Še si tu, Črta) nastopili Tinkara Kovač, Andraž Hribar, Anika Horvat in Slavko Ivančić.
Zmagovalka festivala je bila skupina Jazz Station s pesmijo Delam, kar se ne sme.

## Tekmovalne skladbe
| #   | Izvajalec            | Naslov pesmi         | Avtor glasbe      | Avtor besedila                 | Avtor aranžmaja                               | Uvrstitev |
| --- | -------------------- | -------------------- | ----------------- | ------------------------------ | --------------------------------------------- | --------- |
| 1.  | Stereotipi           | Ples v dežju         | Vatroslav Tomac   | Janez Rupnik                   | Vatroslav Tomac                               | 5.        |
| 2.  | Matija Jahn          | Le ti                | Matija Jahn       | Matija Jahn                    | Matija Jahn                                   | 7.        |
| 3.  | Roberto Buljevič     | Una speranza         | Roberto Buljevič  | Roberto Buljevič               | Roberto Buljevič                              | 13.       |
| 4.  | The Maff             | Sledi                | Franko Reja       | Manuel Soban                   | Franko Reja                                   | 10.       |
| 5.  | Sons                 | Barve                | Marko Žigon       | Marko Žigon, Iztok Gustinčič   | Sons                                          | 8.        |
| 6.  | Jazz Station         | Delam, kar se ne sme | Gaber Radojevič   | Miša Čermak                    | Primož Grašič, Gaber Radojevič                | 1.        |
| 7.  | Katja M.             | Sol na koži          | Damjan Pančur     | Neža Bračun                    | Damjan Pančur                                 | 12.       |
| 8.  | Majda Arh            | Ne govori mi         | Majda Arh         | Majda Arh                      | Bor Zuljan                                    | 4.        |
| 9.  | Peter Januš          | Rimska cesta         | Franci Zabukovec  | Darja Pristovnik               | Franci Zabukovec                              | 6.        |
| 10. | Andrej Ikica         | Del tvojih sanj      | Andrej Ikica      | Andrej Ikica                   | Andrej Ikica, Franci Zabukovec, Gal Gjurin    | 14.       |
| 11. | Aleksandra Cavnik    | Bežen pogled         | Marjan Hvala      | Igor Mazul, Maja Slatinšek     | Olja Dešič                                    | 11.       |
| 12. | Janez Bončina - Benč | Sol, poper in sanje  | Janez Bončina     | Denis Starič                   | Grega Forjanič                                | 3.        |
| 13. | Voyage               | Speči satelit        | Sebastjan Kukovec | Sebastjan Kukovec, Maja Štuhec | Sebastjan Kukovec, David Toman, Mitja Mithans | 9.        |
| 14. | Petra Pečovnik       | Še živim             | Matjaž Vlašič     | Urša Vlašič                    | Martin Štibernik                              | 2.        |

Na javni razpis so se med drugimi prijavili tudi Casanova (Zadnji klic), Ela (Glas sirene), Jernej Dermota, Danijel Malalan, Lepi Dasa, Edvin Fliser, Rudi Bučar, Sandi Kojić, Tina Gačnik, Nino Kozlevčar, Mambo Kings (s pesmijo Aleša Bartola), Flirrt (s pesmijo Roka Lunačka), Gorazd Ademović, Samuel Lucas (s pesmijo Aleša Klinarja), Taya, Bogdan Barovič, Fredi Miler, Erik Ferfolja, Sanja Grohar, Marjan Zgonc in Rudi Šantl, a za festival niso bili izbrani.

## Glasovanje
O zmagovalcu so odločali gledalci in poslušalci s telefonskim glasovanjem (25 %), občinstvo v Avditoriju (25 %), žirija radijskih postaj (25 %) in strokovna žirija (25 %). Strokovna žirija in žirija radijskih postaj sta največ točk namenili Janezu Bončini - Benču, občinstvo v Avditoriju ter gledalce in poslušalce doma pa je najbolj prepričala Petra Pečovnik.
| Izvajalec            | Strokovna žirija | Radijske postaje | Občinstvo | Televoting | Skupaj | Uvrstitev |
| -------------------- | ---------------- | ---------------- | --------- | ---------- | ------ | --------- |
| Stereotipi           | 6                | 10               |           | 7          | 23     | 5.        |
| Matija Jahn          | 4                |                  | 6         | 10         | 20     | 7.        |
| Roberto Buljevič     |                  |                  | 1         | 3          | 4      | 13.       |
| The Maff             | 8                | 2                |           |            | 10     | 10.       |
| Sons                 | 5                | 8                | 4         |            | 17     | 8.        |
| Jazz Station         | 10               | 6                | 7         | 6          | 29     | 1.        |
| Katja M.             |                  | 3                |           | 1          | 4      | 12.       |
| Majda Arh            | 7                | 7                | 8         | 4          | 26     | 4.        |
| Peter Januš          | 2                | 4                | 10        | 5          | 21     | 6.        |
| Andrej Ikica         | 1                |                  |           |            | 1      | 14.       |
| Aleksandra Cavnik    | 3                |                  | 3         | 2          | 8      | 11.       |
| Janez Bončina - Benč | 12               | 12               | 2         |            | 26     | 3.        |
| Voyage               |                  | 1                | 5         | 8          | 14     | 9.        |
| Petra Pečovnik       |                  | 5                | 12        | 12         | 29     | 2.        |

Skupina Jazz Station in Petra Pečovnik sta prejeli enako število točk (29). Pravila so določala, da je v primeru, ko dva izvajalca prejmeta enako število glasov, odločilna moč na strani strokovne žirije, zato je šla zmaga v roke Jazz Station, ki so od strokovne žirije prejeli 10 točk, medtem ko Petra Pečovnik ni prejela nobene.

## Nagrade
Veliko nagrado Melodij morja in sonca 2009 je prejela pesem Delam, kar se ne sme v izvedbi skupine Jazz Station.
Nagrado za obetavnega izvajalca je prejel Matija Jahn.
Strokovna žirija v sestavi Danilo Kocjančič, Mojca Menart, Patrik Greblo, Damjana Kenda Hussu in Jure Robežnik je podelila:
- nagrado za najboljši slog, ki jo je prejela Majda Arh za pesem Ne govori mi,
- nagrado za glasbo, ki jo je prejel Gaber Radojevič za pesem Delam, kar se ne sme,
- nagrado za besedilo, ki jo je prejela Miša Čermak za pesem Delam, kar se ne sme,
- nagrado za najboljšo izvedbo, ki jo je prejel Janez Bončina - Benč, in
- nagrado za aranžma, ki jo je prejel Grega Forjanič za pesem Sol, poper in sanje.